# Magic Bubble
Magic Bubble (魔術泡泡S, Móshù Pào PàoP) è un videogioco erotico di genere romicapo del 1991 per NES, sviluppato in Taiwan dalla Computer & Entertainment e pubblicato da varie società internazionali, con differenti nomi (vedi la sezione dedicata). Due anni dopo la stessa C&E lo converte e lo pubblica anche sul Sega Mega Drive, ma, rispetto alla controparte originale ne priva totalmente del suo caratteristico tema, rendendolo perciò accessibile a tutte le età.
Oggi questo gioco è molto raro e ricercato tra i collezionisti. Su siti come eBay ha raggiunto prezzi anche superiori ai $1000.

## Modalità di gioco
Magic Bubble si articola in 24 livelli, il cui gameplay (un misto tra Tetris e Columns) consiste nel far scoppiare delle colorate bolle di sapone. Come in quei suddetti videogiochi sono costituiti da dei variegati pezzi, però, al contrario su quanto riguarda l'apposito campo rettangolare, salgono verso la parte alta.
Il giocatore li posiziona in modo che si colleghino o raggruppino tra loro in insiemi da tre o anche più di un colore (rosso, giallo, verde e blu), al fine di rimuoverli. Inoltre, può raddoppiare il proprio punteggio quando delle bolle rimosse favoriscono a quelle appena libere di venire scoppiate con altre di uno stesso colore, in modo da generare combinazioni e quindi innescare delle reazioni a catena.
Se durante le disposizioni vengono formati degli spazi vuoti, all'interno di cotali spazi appaiono delle bolle incolori, le quali sono scoppiabili in due modi: qualcuna al momento della rimozione di un insieme, oppure tutte in una volta con l'usufruimento di una bolla speciale che porta l'omonimo nome del titolo. Ma per riceverla occorre comporre la parola "MAGIC" mediante le sue cinque lettere, inglobate in dei normali pezzi a caso che, semplicemente, devono essere scoppiati per ottenerle in tempo. In più, nel corso della partita può capitare un pezzo con la perla mistica: quest'ultima, toccando la bolla di un colore permette di diventare tali tutte quelle attorno alla medesima.
Dopo avere scoppiato nel totale 200 bolle il livello è completo, venendo susseguentemente premiati con la visione di un'immagine erotica, e si passa a quello prossimo. Infine il game over avviene quando una sola bolla sfiora la linea immaginaria nella parte bassa del campo, col risultato finale venuto incluso nella Top 10 dei migliori giocatori.

## Versioni
Oltre all'originale della C&E sono state prodotte tre differenti versioni di Magic Bubble, tutte per Nintendo Entertainment System sempre nel 1991. Ognuna di esse fu pubblicata da diverse compagnie, e con alcune differenze:
- American Video Entertainment fece uscire la sua prima versione, con i contenuti erotici rimossi e oscurati, col nome cambiato in Mermaids of Atlantis: The Riddle of the Magic Bubble.
- La seconda, ridimensionata, con alcune musiche, dettagli grafici e parte della meccanica del gioco alterati, venne resa disponibile in Giappone come Soap Panic da Hacker International. Di fatto è il secondo nella loro linea di titoli dai succitati contenuti sulla console, del quale fanno parte Peek-A-Boo Poker e Hot Slots.[3]
- La terza e ultima versione fu distribuita dalla Panesian tramite Bubble Bath Babes. Essa, a parte il nome ne è del tutto identica.